# Майский (Бурятия)
Ма́йский — посёлок в Курумканском районе Бурятии. Образует сельское поселение «Майск».
В посёлке находится центральная усадьба Джергинского государственного природного заповедника.

## География
Расположен на левом берегу реки Баргузин в 65 км к северо-востоку от райцентра Курумкана, в 40 км к югу от границ Джергинского заповедника.

## История
Основан в 1961 году Министерством лесной и деревообрабатывающей промышленности Бурятской АССР как посёлок леспромхоза. В 1974 году образован заказник «Джергинский» и с 1992 года в посёлке находится центральная усадьба Джергинского заповедника, преобразованного на базе заказника.

## Население
| 2002 | 2010  | 2012  | 2013  | 2014 | 2015 | 2016 |
| ---- | ----- | ----- | ----- | ---- | ---- | ---- |
| 1173 | ↘1046 | ↘1030 | ↘1018 | ↘998 | ↘991 | ↘971 |
| 2017 | 2018  | 2019  | 2020  | 2021 | 2023 | 2024 |
| ↘959 | ↘944  | ↘913  | ↘894  | ↗923 | ↘888 | ↘862 |

## Инфраструктура
Средняя общеобразовательная школа, детский сад, дом культуры, почтовое отделение, врачебная амбулатория.

## Экономика
Лесозаготовительные и деревоперерабатывающие предприятия.